# گرهارد فرانکه
گرهارد فرانکه (به آلمانی: Gerhard Franke) بازیکن فوتبال و مدافع اهل آلمان شرقی بود که از سال ۱۹۵۸ میلادی عضو تیم ملی فوتبال آلمان شرقی بوده‌است. وی در ۵ بازی ملی حضور داشته و در بازی‌های ملی‌اش گلی به ثمر نرساند. گرهارد فرانکه آخرین بازی ملی خود را در سال ۱۹۵۹ میلادی انجام داد.